# Шульман, Гарри
Гарри Шульман (14 мая 1903, Круглое, Могилёвская губерния — 20 апреля 1955, Хамден, Коннектикут) — американский экономист, арбитр.

## Биография
Родился в семье Шимона Шульмана и Цили Клебановой. В 1912 году семейство Шульманов эмигрировало в США, и поселилось в Провиденсе. Окончил Брауновский университет в 1923 году со степенью бакалавра, а в 1927 году — Гарвардскую Школу права со степенью доктора экономических наук. В 1953 году от Брауновского университета получил почётную степень доктора юридических наук.
С 1930 года преподаватель юридического факультета Йельского университета (с 1931 года — ассистент профессора, с 1933 года — адъюнкт-профессор, с 1937 года — профессор, с 1940 года — Стерлингский профессор, с 1954 года — декан).

### Научные труды
- «A study of law administration in Connecticut : a report of an investigation of the activities of certain trial courts of the state» (1937)
- «Cases on Federal Jurisdictions and Procedure» (1937)
- «Cases and materials on the law of torts» (1942)
- «Opinions of the Umpire» (1945)
- «Cases on labor relations» (1949)